# Neogrády Sándor
Neogrády Sándor (Újpest, 1894. augusztus 11. – Budapest, 1966. december 30.) légi fényképész, légifotós, a Magyar Katonai Térképező Csoport, majd az Állami Térképészet légifényképésze, a légi régészeti kutatások magyarországi kezdeményezője, légiforgalmi felügyelő.

## Életútja
Az I. világháborúban hivatásos katonai repülő, légi megfigyelő volt. 1919-től a Magyar Katonai Térképező Csoportnál szolgált, melyből 1922-ben az Állami Térképészet megalakult. Ennek keretében a mindennapi térképészeti feladatokon túl a Magyar Nemzeti Múzeum régészeti osztályával működött együtt. Régészeti vonatkozású légi felvételeivel nemzetközi viszonylatban is kezdeményező munkát végzett. 
A két világháború között a legfoglalkoztatottabb térképészeti légifényképész, csak az 1930. július-augusztusában végzett térképészeti légifényképezések során 17 repülést hajtott végre. Bizonyos források szerint 1938 után a repüléstől visszavonult. Budapesten halt meg 1966. december 30-án.